# Jean-Claude Lauzon
Jean-Claude Lauzon (* 29. September 1953 in Montréal; † 10. August 1997 nahe Kuujjuaq, Québec) war ein kanadischer Filmregisseur.
Lauzon studierte an einer Universität in Montréal, wo er auch seinen ersten Kurzfilm drehte. Aufmerksam wurde man auf ihn durch seinen ersten Langfilm Night Zoo – Kreaturen der Nacht (Un zoo la nuit), der auf den Filmfestspielen von Cannes Furore machte und für den er 1988 zwei Genie Awards für die beste Regie und das beste Drehbuch gewann.
1992 drehte er seinen zweiten Langfilm Léolo, mit dem er für die Goldene Palme in Cannes nominiert war und u. a. einen Genie Award für das beste Originaldrehbuch erhielt. Das stark autobiographisch geprägte Werk erzählt hochpoetisch und zugleich surreal die Geschichte eines Jungen inmitten einer Familie, die der Zuschauer nach und nach als immer verrückter erlebt und vor der der Junge sich nur in seine Phantasiewelt retten kann: „Weil ich träume, bin ich nicht.“
Während er an seinem dritten Langfilm arbeitete, starb er zusammen mit seiner Lebensgefährtin, der Schauspielerin Marie-Soleil Tougas, bei einem Flugzeugabsturz in einer von ihm selbst gesteuerten Cessna.

## Filmografie
- 1979: Super Maire l'homme de trois milliards (Kurzfilm)
- 1981: Piwi (Kurzfilm)
- 1987: Night Zoo – Kreaturen der Nacht (Un zoo la nuit)
- 1992: Léolo (Hauptrolle: Maxime Collin)